# Història de Reus
A continuació, un breu resum de la història de Reus.

## Prehistòria i època romana
Salvador Vilaseca i els seus col·laboradors van fer diverses troballes prehistòriques que s'estenen per bona part del terme municipal. Del Paleolític inferior s'han trobat restes especialment a la riera de la Selva, prop de l'antic terme de La Canonja, a tocar del Mas de la Boella, tot i que una part de les troballes són al terme de La Canonja. També s'han trobat les restes fòssils d'un elefant. Del Paleolític mitjà es va trobar un important jaciment, on es van descobrir unes de les millors peces catalanes del mosterià, a la bòbila del Sugranyes, i també les restes d'una necròpoli. S'han trobat fons de cabana neolítics vora l'Institut Pere Mata, que indiquen l'existència d'un poblat al Puig de Monterols. Al Mas Vermell s'han trobat puntes de sílex i fragments de ceràmica campaniforme. Un important jaciment del Bronze final va ser trobat als Plans de Quart vora l'aeroport. De l'època ibèrica hi ha jaciments i una sitja a la partida de la Grassa, i nombroses sitges, restes de ceràmica i un molí al Mas de Valls, que semblen indicar un poblat extens, i un punt originari d'una vil·la romana. També s'han trobat restes romanes a la partida del Vilar i a la partida de Porpres, que té un ric jaciment gairebé a flor de terra, on s'han trobat restes d'una instal·lació de banys i un forn teuler. També hi ha restes d'una vil·la romana als Antigons, on s'han trobat fragments de nou escultures de marbre. En aquest lloc s'ha descobert també una sepultura i una sivella visigòtica i una gerra de monedes de la mateixa època a la Grassa, tocant el terme de Constantí. 

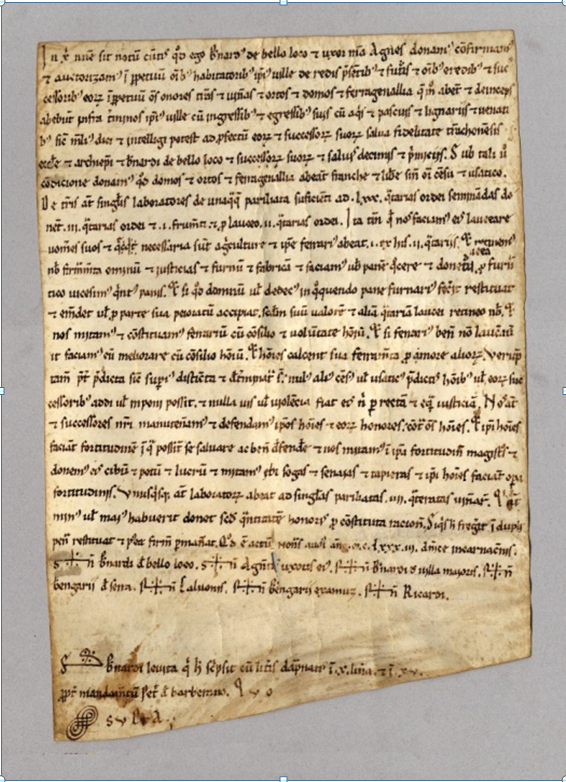
Carta de població donada per Bernat de Bell-lloc a Reus el 1183

## Repoblament
Cap al 1150 el normand Robert d'Aguiló va repoblar la regió. La primera prova documental és un esment a una partició de límits amb Siurana del 1151 i la donació de Robert d'Aguiló el 3 de juny de 1154, quan, moribund, a instàncies de l'arquebisbe Tort, va deixar en testament la població de Reus a favor de l'església de Sant Fructuós de Tarragona, com a alou perpetu. El 5 de juny de 1154 l'arquebisbe de Tarragona va donar dos terços de Reus en feu a Bertran de Castellet, com a castlà, amb l'encàrrec de construir-hi una església depenent de l'Arquebisbat. El castlà és el senyor del castell, que el rep en comanda pel senyor directe, en aquest cas l'arquebisbe. Al segle xii Reus va tenir successivament dos castlans: Bertran de Castellet i Bernat de Bell-lloc. Durant el segle xii la castlania va ser feudatària de l'arquebisbe, però a inicis del segle xiii, quan la senyoria directa de la vila va passar per donació de l'arquebisbe al capítol catedralici, la castlania va passar a ser feudatària de la cambreria. El 25 d'abril de 1203, en el repartiment de rendes de béns eclesiàstics, el terç de Reus amb la seva parròquia de Santa Maria es va atorgar al canonge cambrer, iniciant-se així la duplicitat de la senyoria en la qual el cambrer tenia un terç i a més l'alta i baixa jurisdicció i el mer i mixt imperi. Els canonges membres del capítol havien delegat en un membre concret de la canongia l'administració de les rendes reusenques. El cambrer era la segona dignitat del capítol i recollia les rendes que produïa la vila de Reus. Llavors la ciutat s'esmentava com a Redis o Reddis. El castlà Bernat de Bell-lloc va donar carta de població el 3 d'agost de 1183, assignant als habitants la propietat de les cases i dels horts, establint un cens a pagar per les terres de conreu i reservant-se la justícia, reconeixent però el seu vassallatge cap a l'arquebisbat de Tarragona. El 2 de juny de 1186 el cambrer Joan de Sant Boi va donar una carta de franquesa, confirmant la del castlà. El cambrer, al rebre la senyoria de mans de l'Arquebisbe el 1203, es consolidava com a cap hegemònic de la vila. L'arquebisbe tenia el títol de «senyor eminent» de la vila de Reus. Però Bernat de Bell-lloc, el castlà, no va veure amb bons ulls el canvi de sistema, i es va oposar a la cambreria que en aquell moment exercia Ramon de Sant Llorenç, amb el que va estar pledejant alguns anys, fins que la raó va ser donada al bisbe i al cambrer.

## Cambrer i castlà de Reus

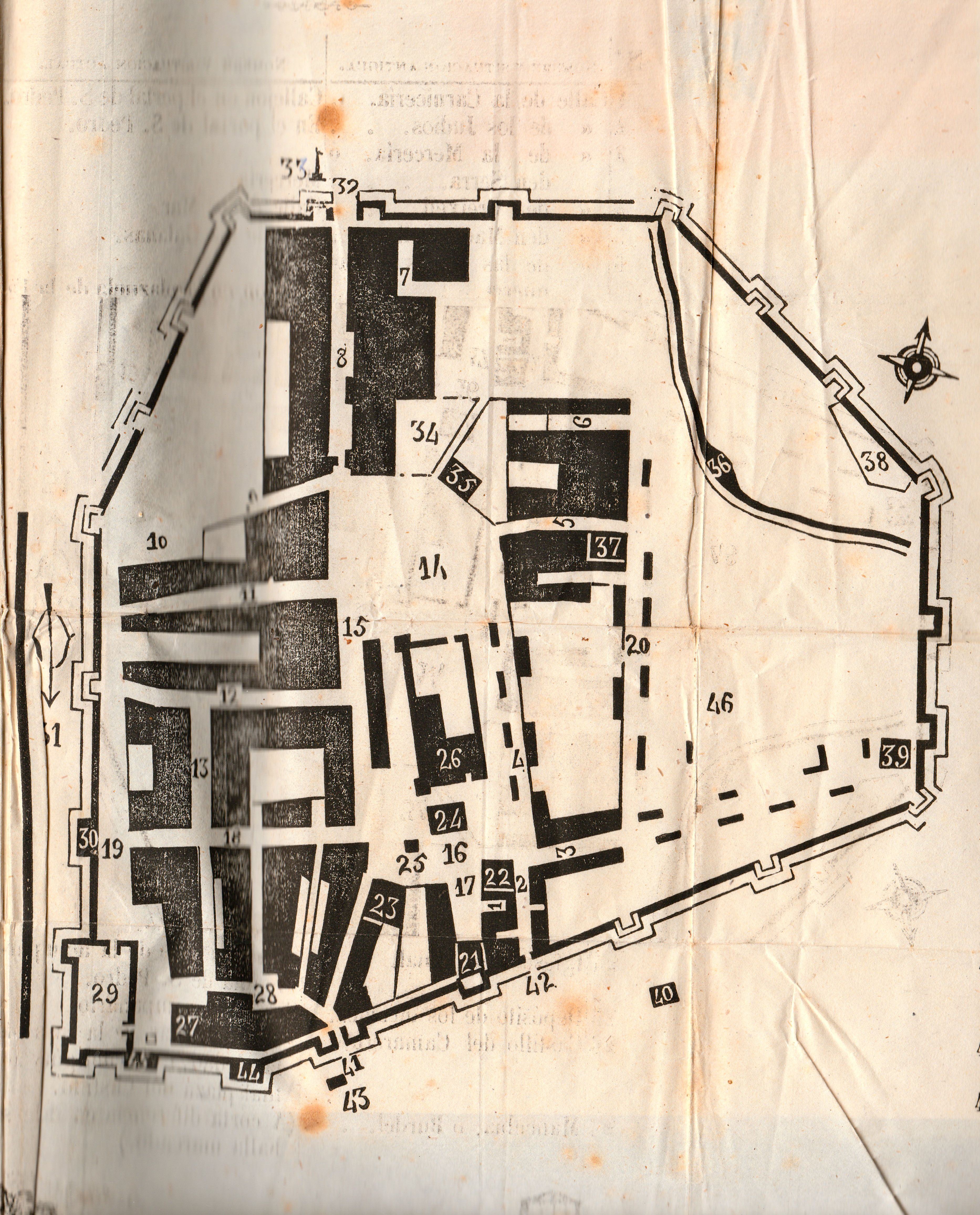
Reus al, segons un plànol fet per Andreu de Bofarull. Amb el núm. 14 la plaça del Mercadal

Reus va créixer bastant ràpidament, i el 1240 havia superat el primer clos de la vila. Va descendir la població amb el sotrac de la pesta negra, aviat superat, segons el cens de 1358. L'administració del cambrer, del que depenia el castlà, es complementava amb dos batlles, tres jurats i 30 consellers (i el consell de cent per assumptes d'importància). El 1305 Reus es va revoltar contra l'arquebisbe Rodrigo de Tello que volia fer pagar a Reus i altres pobles del Camp la reconstrucció de les muralles de Tarragona. Aquest fet va ser l'embrió de la Comuna del Camp. El mateix 1305, els mercaders de Tarragona, amb el suport dels veguers, van intentar impedir el creixent mercat de Reus amb coaccions, confiscacions i multes. Els reusencs van apel·lar al cambrer, Garcia Miquel d'Ayerbe, i al rei, Jaume II i aquest, el 1309 els va donar el dret de fer mercat els dilluns i l'arquebisbe Guillem de Rocabertí va confirmar el privilegi el 1315. L'arquebisbe Arnau Sescomes li va concedir el privilegi d'una fira de 15 dies el 1342, privilegi confirmat pel rei el 1343. Al segle xiii i els primers anys del segle xiv, la castlania va estar en mans de la família dels Bell-lloc, amb quatre castlans: Bernat II, Simó I, Bernat III i Simó II. En morir aquest darrer, el 1327, va passar per herència a Bernat II de Cabrera que el 1335 la va vendre a Pere Mulet que la va perdre per deutes el 1345, embargant-la Joan de Savall, batlle del cambrer Gozzio Battaglia a favor de Joan de Manresa. Els hereus de Joan de Manresa van vendre els seus drets al tarragoní Bernat d'Olzinelles el 1349. Els Olzinelles van tenir la castlania de Reus fins a la seva desaparició el 1397, quan la va comprar en subhasta Pere de Luna. El 1348 la pesta negra va fer estralls al Camp, i a Reus.

## Cambrers i Papes
El cambrer Pere Roger de Belfort va disputar el domini amb l'arquebisbe López de Ayerbe, el qual va enviar un exèrcit que va entrar a la ciutat a mata-degolla i va delmar les collites i el bestiar, el 1349. La violència dels fets van induir l'arquebisbe a buscar una pacificació, i es va presentar davant les muralles de Reus amb un nombrós seguici, però els reusencs, escamats, el van fer fora i el van perseguir fins a la Selva del Camp on el bisbe es va fer fort i els reusencs no van poder entrar. Refet l'arquebisbe, va ocupar militarment Reus, que va saquejar, i va fer penjar als caps del moviment a les forques d'entrada a la vila. Els homes de l'arquebisbe van arrasar les vinyes i van tallar totes les figueres del terme. El cambrer Pere Roger de Belfort, nebot de Climent VI, que llavors vivia a Avinyó amb el seu oncle, va convèncer el Papa de cridar a l'arquebisbe. El 1350 la cort papal va dictar una sentència, acceptada per les dues parts, on l'arquebisbe reconeixia que no havia volgut usurpar cap dret del cambrer ni fer mal als reusencs, i es comprometia a alliberar els presoners tancats a Tarragona. Possiblement per refermar la seva senyoria sobre la vila, Pere Roger de Belfort va donar una de les roses del seu blasó a la ciutat com a escut. Encara que la donació es va produir cap el 1350, no hi ha cap mostra gràfica de l'ús de la rosa a l'escut de Reus d'abans de 1391, i apareix com a propi del comú i no de la senyoria. Belfort va ser nomenat Papa el 1371, amb el nom de Gregori XI, mantenint-se com a senyor de Reus, i a aquest motiu s'ha atribuït que l'escut municipal vagi coronat amb la tiara pontifícia i adornat amb les claus de Sant Pere. Sembla que l'hostilitat cap als bisbes tarragonins va continuar durant molt de temps, ja que el 1445 es va celebrar amb una gran festa la mort de l'arquebisbe Domènec Ram. El 1377, Reus, junt amb altres pobles de la Comuna del Camp, va participar com a vassall de l'arquebisbe Pere de Clasquerí en el combat contra les tropes del rei Pere III a Vilafortuny. El 1380 Reus i el cambrer Bernat Despujol van combatre altre cop amb l'arquebisbe; alguns actes van produir represàlies, com ara l'assalt al call de Reus el 1391, però Reus va comprar el perdó reial el 1393. La jueria està documentada fins al 1495, però sembla que la seva població no va ser gaire nodrida, encara que el 1391, arran dels atacs a diferents calls del Camp, jueus d'altres localitats s'hi van instal·lar. La seva situació ciutadana ha deixat en la toponímia el portal dels jueus. A començaments del segle xiv, el comú de Reus va contribuir a finançar el servei de vigilància de les costes per prevenir els atacs dels corsaris sarraïns, i durant la guerra dels dos Peres va refer les muralles el 1363, i altra vegada el 1375. El castlà Joan d'Olzinelles, fill o net de Bernat d'Olzinelles, va perdre el domini de la castlania per deutes, causats per l'encariment de la mà d'obra, escassa des de la pesta negra, cosa que va produir la ruïna de molts petits senyors catalans. La castlania va sortir a subhasta el 1397 i la va comprar el cambrer Pere de Luna (Benet XIII d'Avinyó) unificant així ambdues senyories. El 1413 va patir una nova caiguda demogràfica, que s'havia corregit a finals del segle. En aquest any 1413 la ciutat simpatitzava amb Jaume II d'Urgell. El 29 de maig de 1462 la ciutat es va posar al costat de la Generalitat contra Joan II, però les forces reusenques van ser delmades al combat de Santa Coloma, i davant de les amenaces del comte de Prades es va entregar al rei l'1 de novembre de 1462, però l'hostilitat es va mantenir latent. El 1485 es va substituir la fórmula d'elecció dels 3 jurats, fins a aquell moment feta per votació nominal, per la insaculació, amb tres candidats al càrrec per cada estament. Al segle xv els mercaders reusencs participaven en companyies d'abast europeu, com Gabriel Clergue, que era soci de la que s'havia constituït a Mallorca el 1416, i que obtenia grans beneficis. D'inicis del segle xv es conserva a l'Arxiu Municipal de Reus el «Llibre de la Cadena», una recopilació de les Ordinacions municipals promulgades pels Jurats de la vila.

## Segle XVI i primera meitat del XVII
El segle xvi va patir la pesta 15 vegades i tres més al segle xvii. A pesar dels factors negatius, la vila va experimentar un creixement important, per l'increment de la natalitat i perquè la ciutat va rebre força immigració occitana, com altres indrets de Catalunya. El redreç demogràfic va comportar un creixement econòmic, centrat sobretot en els paraires, que produïen estamenyes de qualitat, exportades fins i tot a Itàlia. També s'estengueren els oficis de blanquer i assaonador, i, per la seva qualitat, els terrissaires, amb la bellíssima ceràmica de reflex metàl·lic. Amb motiu del saqueig de Roma per Carles I, el Papa Climent VII, va ser empresonat per l'emperador al castell de Sant'Angelo, sota la vigilància del cavaller Felip de Cervelló. Alliberat, va donar a aquest, en agraïment al bon tracte rebut, la senyoria de Reus com a feu perpetu, i al seu nebot Berenguer de Cervelló la de Tarragona. Felip va obtenir per Butlla papal la jurisdicció civil i criminal, la meitat dels delmes i rendes (l'altra meitat seria per al cambrer). Tarragona es va negar a acceptar la Butlla, i va seguir un plet que va acabar amb la renúncia dels Cervelló, i es declarava extinta la senyoria i la cambreria, que passava al capítol que pagaria una renda als Cervelló. El capítol, nou senyor de la vila, no va administrar bé la ciutat, que va convertir-se en refugi de lladres i bandolers, tant els d'origen popular com els aristòcrates que fugien de les tropes de l'arquebisbe. El 1577 el Duc de Cardona va voler comprar la senyoria i en va fer diverses ofertes. L'arquebisbe Agustí va comprar la senyoria al capítol el 1581 a canvi d'una pensió anual de 1.200 lliures pel capítol, que conservaria a més les rendes i delmes, el castell i premses i forns (menys un, el que es deia «del Senyor»). Els reusencs van voler comprar la senyoria però el rei va aprovar la venda a Agustí, i la vila va anar a plet. La sentència de 1592 va donar la raó al capítol però l'arquebisbe va haver d'entrar per la força a la ciutat, on es va fer una representació bufa contra els canonges que va provocar l'excomunió de la vila i una forta multa. Finalment el 1619 s'arriba a una reconciliació amb l'arquebisbe Joan de Montcada, que atorga privilegis als jurats. El 1625 la segona oferta de compra per part del duc de Cardona va ser rebutjada. També el 1625 el consell de Reus es va responsabilitzar de construir torres de guaita i defensa a Salou i de comprar 600 arcabussos.

## Guerra dels Segadors
Al començament de la guerra dels Segadors Reus tenia 1200 cases habitades però es van reduir a 800 al final de la guerra. El segle xvii l'emigració prové de Castella, i d'altres llocs del Principat. El juliol de 1640, el comú va fer repassar totes les fortificacions en previsió de la guerra. Cal tenir en compte que el 1623 el capítol havia enderrocat parcialment el castell i havia parcel·lat els terrenys de la seva propietat. Reus va organitzar una host el juliol de 1640 per anar a defensar el Coll de Balaguer. Després de la caiguda i el carnatge de Cambrils, part dels seus defensors van ser duts a Reus per a ser curats, però molts van morir assassinats. La vila de Reus no va veure enemics a la vora i la Generalitat se'n va doldre, «per ser dita vila tan populosa y rica y los habitants en ella destres en las armas». El 16 de desembre de 1640 Reus va ser declarada enemiga de la pàtria per les Corts i els béns dels seus habitants confiscats, com a resposta a la seva poca activitat. El 1641 va ser ocupada pel francès La Mothe que bloquejava Tarragona, i el banquer Pere Mancha va comprar el fet de no ser saquejada. Els soldats francesos es van comportar com a ocupants i Reus es va entregar als castellans el gener de 1642. Sembla que aquestos repetiren l'acció dels francesos (violacions, exaccions). Una història popular diu que una dama que tenia el marit pres va obtenir la llibertat de l'espòs a canvi de dormir una nit amb el capità dels ocupants; el marit va acceptar i la dama va cometre l'adulteri, però l'endemà el presoner va aparèixer penjat. La dama es va fer soldat i va acabar matant en combat el capità. El tema està recollit en un romanço i en l'obra La Dama de Reus, de Manuel Rocamora.

## Reus amb l'arxiduc
Reus va acceptar el testament de Carles II a la seva mort, i va admetre per rei a Felip V fins al 1705, però aquest any, sota la direcció del riudomenc Joan Nebot, es va revoltar en favor de l'arxiduc Carles. El 3 de juliol de 1706 l'arxiduc va venir a la ciutat, on va ser rebut amb grans festes. El 1707 va caure en mans dels borbònics breument i el 1709 es va rendir als castellans i francesos, que no van demanar cap contribució però van agafar ostatges per garantir la seva seguretat, mentre que part de la població va abandonar la vila. El 1710 va tornar al camp de l'arxiduc en una reunió de la Comuna del Camp. El 5 de juny de 1712 la muller de l'arxiduc, Elisabet Cristina, va donar a Reus el títol de Ciutat imperial i atenta. El 1713 va ser ocupada pels borbònics, però el 1714, al demanar voluntaris per a formar somatent filipista de 200 homes, no es va presentar ni un sol ciutadà. Els primers anys immediats a la guerra de Successió, Reus va viure moments de tensió i enfrontaments, entre la majoria popular, que era austriacista, i la minoria dirigent botiflera, fins al punt que la vila va nomenar un botxí local, ja que el de Barcelona no podia venir tant sovint com se li demanava. El 1719 va entrar per dues vegades a la ciutat el guerriller de Capçanes Pere Joan Barceló, el Carrasclet, fidel a l'arxiduc. Aquests fets van provocar represàlies dels botiflers contra els austriacistes reusencs, i el mes d'agost de 1719 es va instal·lar a Reus una guarnició militar de manera permanent, per la qual el 1749 es van construir els Quarters de Cavalleria.
En aquell temps, els austriacistes duien el cabell llarg i deixat anar i els botiflers el portaven recollit; els balcons s'adornaven amb àguiles, símbol imperial.

## Creixement delseglexviii
Al segle xviii, un cop superada la sotragada de la guerra, Reus tingué un creixement espectacular i arriba a ser la segona ciutat del principat. Al segon decenni del segle, Reus tenis 800 cases, però el 1763 eren ja 1.168, i 2.026 el 1773. Les muralles es van enderrocar abans del 1728 i l'enderroc es va completar el 1766. El centre de la ciutat, situat entre la Plaça del Mercadal, el Carrer Major, el de la Font i la Plaça de Sant Pere, es va desplaçar cap a l'actual Plaça de Prim. L'arquebisbe mantenia la senyoria però el batlle es designava per una terna proposada per l'ajuntament. Es desenvolupà el comerç tèxtil i el de l'aiguardent. El 1727 ja hi havia a Reus quatre cases estrangeres dedicades al comerç, i el 1736 hi residia un cònsol anglès. El comerç necessitava d'un port de mar, i això provocà constants disputes pel control de les duanes de Cambrils i Salou, pel primer amb el seu propi municipi, i per Salou amb Vila-seca. El 1734 es va produir la primera disputa amb Cambrils per veure a qui corresponia el dret de carretatge de les mercaderies que arribaven al seu port. Es va arribar a un acord, que va durar fins al 1758. Amb Vila-seca els plets van ser més llargs i greus. El primer va durar de 1734 a 1738 i es va reprendre el 1749 i s'acabà el 1752, quan una ordre reial va autoritzar la creació a Reus del gremi de navegants matriculats. Vila-seca s'hi va oposar, i després ho va tornar a fer el 1772 quan els reusencs van construir a Salou una casa pels matriculats i una caserna per un escamot de fusellers. El comerç reusenc es va inclinar per exportar a través del port de Salou, i el 1774 va fer construir una carretera gairebé recta des de Reus al port. Segons el manuscrit setcentista del pare Rius, el comerç va donar a Reus «su verdadero carácter y grande gloria». El comerç es basava en la indústria tèxtil, que exportava teixits basts i mocadors de seda, i sobretot en l'elaboració i exportació de l'aiguardent. De l'aiguardent, Reus era el primer centre de cotització, i els altres París i Londres, d'on ve la dita de «Reus, París i Londres» que establien els preus al mercat europeu. A través de Salou s'importava fusta, especialment roure i castanyer d'Itàlia, i notables quantitats de pesca salada, sobretot tonyina i sardines, a més de cereals, el blat en primer lloc, i llegums, que es reenviaven a tot el Camp i a l'Urgell i una bona part d'Aragó, seguint les valls dels rius, per mitjà de traginers, que al seu temps portaven a Reus els productes d'altres terres. El comerç es realitzava a través de les companyies reusenques i de grans companyies, com és el cas de Josep Grases, que va ser un dels creadors de la Companyia Nova de Gibraltar el 1709, a la qual va vincular a menestrals de la comarca, o la Companyia d'Aragó, fundada el 1777, que tenia a Reus un dels seus centres. Andreu de Bofarull explica que el 1779, quan era alcalde Josep Grases Sabater, hi havia dificultats pel comerç marítim, perquè estava en ple desenvolupament la Revolució Americana, i Espanya, que ajudava els francesos i els rebels americans, va entrar en conflicte amb els anglesos que posseïen Gibraltar i Menorca. Els comerciants reusencs van proposar a l'alcalde la construcció d'una balandra (en realitat un cúter) per a atacar amb patent de cors les naus angleses i també els pirates berberescos que entorpien el comerç. L'alcalde va impulsar la construcció de la nau, i va rebre permís del ministre Comte de Floridablanca en nom del rei, autoritzant-ne la construcció. Cap a finals de la primavera de 1780, un cop acabada la nau, es va fer a la vela amb el nom de Verge de Misericòrdia, la patrona de la ciutat, amb catorze canons de bronze, dos pedrers i cent tripulants. El capità era Martí Badia, de Palamós. La població reusenca, que havia fet petites aportacions per tal d'ajudar l'ajuntament i el comerç a la construcció del cúter, va acompanyar la sortida de la nau des del port de Salou. La balandra va aportar a la ciutat molts guanys, fruit dels seus combats i les seves victòries. A finals de 1782, quan la balandra ja havia fet el seu servei, es va posar a la venda, i a l'ermita de Misericòrdia s'hi van penjar les banderes angleses i algerianes de les que s'havia apoderat. Lligat amb el comerç trobem l'intent de construcció d'un canal entre Reus i Salou, proposada per Pere Sunyer, que va obtenir autorització però va ser revocada més tard, i finalment concedida el 1805, però ja no es va portar a bon terme a causa de l'esclat de la Guerra del Francès i la confiscació per la Junta Superior de Govern del Principat de Catalunya dels fons recollits per l'obra, més d'un milió de rals, per destinar-los a la guerra. En aquest temps Reus tenia consolats dels Estats Units, Ligúria, Anglaterra, Països Baixos, Suècia, Ragusa, Dinamarca, Sicília, Estats Pontificis, França, Portugal, Nàpols i Prússia. El 1793, quan la Guerra Gran, es va crear a Reus una junta de sometent on hi estaven representats tots els estaments, i el mes de novembre el municipi va finançar homes per a la guerra, que sortí el juliol de 1794 sota les ordres de Casimir de Bofarull.

## La Guerra del Francès
El primer impacte de la Guerra del Francès a Reus va ser quan el 17 d'abril de 1808 els francesos van entrar a Tarragona. Els reusencs van provocar un avalot de protesta, que es va fer callar repartint diners, cosa que fa pensar en una crisi de subsistència. El 26 de febrer de 1809 les tropes franceses van entrar a Reus. A partir d'aquesta data seran constants les entrades i sortides dels exèrcits de les dues bandes, que van tenir un punt en comú: les peticions despietades de diners i queviures que repercutien sobre la població, cosa que va provocar pesta i fam, que només el 1809 va causar uns 2.000 morts. El 6 de març de 1810, el general Augereau, governador de Catalunya, va reduir a quatre els dotze corregiments filipistes de Catalunya i va fer-ne capitals a Barcelona, Girona, la Seu d'Urgell i Reus que passà a capital del Corregiment de Reus. No va arribar a estructurar-se, ja que el 17 d'abril es va incloure en la prefectura de Tarragona i el 1812 en el departament de les Boques de l'Ebre, com a part de França a la que Catalunya havia estat annexionada. Bofarull explica que els francesos van entrar a Reus almenys dotze vegades, alternant amb les forces espanyoles. Suchet i els seus generals van exigir molts diners als reusencs en aquestes entrades: entre queviures, utensilis i metàl·lic es van emportar més de cent milions de rals, sense contar cent trenta-quatre mil duros que va exigir Suchet pel dret de conquesta. Durant el conflicte bèl·lic van sortir a Reus dues publicacions liberals: el Periódico político y mercantil de la villa de Reus i el Eco de Reus. Els absolutistes reusencs van publicar des de Tarragona El Centinela de la patria en Reus. A Reus es constata la tendència majoritària a favor de la constitució, cosa que va provocar una notable repressió amb la restauració absolutista. Els francesos van sortir de Reus el juliol del 1813, quan va desembarcar al port de Salou un contingent de vaixells anglesos amb forces espanyoles i britàniques, compostes per 2.000 infants, 1.000 cavalls i gran nombre de peces d'artilleria, que van ocupar la ciutat de Reus durant la primera quinzena d'agost. Però Suchet encara va tornar a Reus el 16 d'agost, ocupant la ciutat durant dos dies, amb 4.000 homes. D'aquí va marxar a Tarragona on el 18 d'agost va volar parcialment les muralles de la ciutat en un intent de destruir-la.

## Elseglexixi Prim
Al segle xix es produí un estancament demogràfic però encara va acabar el segle com a segona ciutat de Catalunya. El 1817 Reus, que tenia una població liberal important, va donar suport a l'aixecament del general Lacy i el 1820 al pronunciament de Riego. Tot i la creació de la Milícia, els escamots absolutistes de la comarca van arribar més d'una vegada a les portes de Reus. Per l'abril de 1822 va sortir al carrer el periòdic liberal Diana constitucional política y mercantil de la villa de Reus, que va durar fins a la fi del Trienni liberal. El 7 de novembre de 1823 torna a ser ocupada pels francesos, els Cent Mil Fills de Sant Lluís. La segona caiguda del règim liberal va condemnar als progressistes reusencs a l'ostracisme polític i al domini municipal i econòmic dels absolutistes, els quals, a pesar de tot, quan es va produir l'aixecament dels Malcontents l'ajuntament reusenc no el va seguir, i va fer tots els possibles per obstaculitzar-ne la incidència. El gener de 1837 la milícia reusenca es va revoltar i va proclamar la constitució Espanyola de 1812, fet en el que es va reincidir el mes d'agost, mentre Pere Mata i Pere Soriguera feien sortir la revista La Joven España, d'ideologia Saintsimonista. El 1838 els carlins van donar mort a 130 milicians, la majoria reusencs, en un parany, en el fet conegut com el Combat de Morell i Vilallonga. Considerats durant més d'un segle com els màrtirs de la llibertat eren honorats anualment pel municipi. El maig de 1843 es van pronunciar a Reus Joan Prim i Milans del Bosch, proclamant la majoria d'edat d'Isabel II, amb la indiferència i fins i tot l'oposició de la població. El pronunciament va provocar el setge i el bombardeig de la ciutat pel general Zurbano fins que, a precs d'una comissió on hi havia la monja Maria Rosa Molas Vallvé, Prim va acordar una rendició que l'afavorí molt, i al triomfar el moviment el mes de juliol, Reus va rebre el títol de ciutat i Prim el de comte de Reus. El 1854 va donar suport a la Vicalvarada i el 1856 va intentar resistir amb les armes a la caiguda del govern sorgit d'aquells fets. El 1860 es van fer grans festes per celebrar els triomfs de Prim al Marroc, durant la Guerra d'Àfrica. Però aviat va arribar la crisi econòmica provocada per la falta de cotó deguda a la guerra civil americana. El 1868 Reus es va adherir amb entusiasme a la Revolució de setembre, que en uns primers moments va adquirir aspectes de revolta social, ja que es van cremar fàbriques i les cases dels burgesos més destacats i compromesos amb el règim caigut, però la Junta Revolucionària que s'instaurà va canalitzar aquestes actituds cap a posicions liberals i anticlericals, amb la qual cosa va tranquil·litzar els ànims. A les eleccions del període van passar a ser molt majoritaris els federals. El 1872 el general carlí Joan Francesch i Serret va entrar a Reus per poc temps i va morir a la lluita. El 1873 va ser rebuda amb entusiasme la República, que els federals reusencs havien intentat proclamar ja el 1869. Amb la restauració d'Alfons XII, els autonomistes i republicans comencen a dominar a les eleccions. El 1879 es va fundar el primer periòdic reusenc escrit en català: Lo Campanar de Reus. El 1884 es va crear la interclassista Associació Catalanista de Reus que publicava el periòdic La Veu del Camp, el seu portaveu, i va donar suport a les reivindicacions de caràcter nacional que van sorgir a Catalunya a partir d'aquell moment. Reus va acollir a la seva seu, el 1893 la Segona Assemblea de la Unió Catalanista. Pau Font de Rubinat va fundar el 1886 el diari catalanista Lo Somatent. El 1856 s'havia inaugurat el ferrocarril de Reus a Tarragona, impulsat per Josep Parellada. El 1854 es va crear una companyia reusenca de Gas (Gas Reusense) i el 1863 el Banc de Reus. El 1897 es funda una companyia elèctrica (Electra Reusense). El sector obrer s'agrupava a l'entorn del Centre d'Amics, i entre les centrals sindicals, que van aparèixer l'últim terç del segle, i els republicans federals, molt actius a Reus, van fundar la Societat de Lliurepensadors.

## El canvi de segle

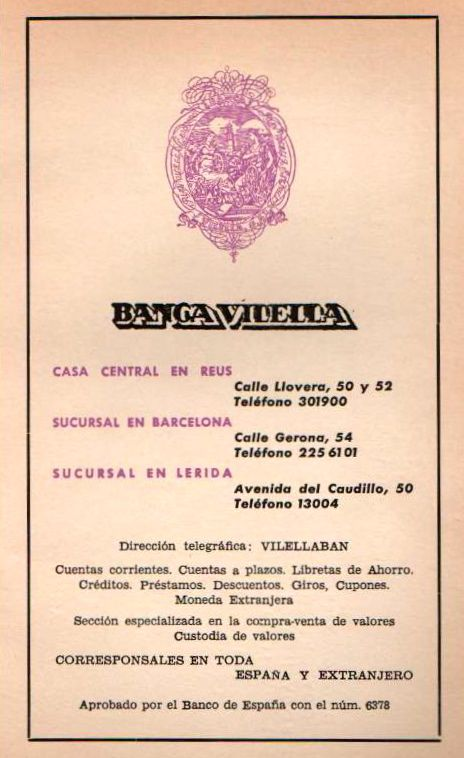
Publicitat de la Banca Vilella

La fil·loxera va portar un gran canvi en els conreus del terme de Reus. Va aparèixer el 1895 i va matar les vinyes, donant pas al cultiu majoritari de l'avellana, fent retrocedir també el cultiu de l'oliver. La creació del Pantà de Riudecanyes va suposar un important increment del regadiu i de l'abastiment d'aigües per ús de boca a la ciutat, que sempre havia patit de dèficit en aquest aspecte. El comerç reusenc va tenir una bona època durant la Primera guerra mundial, amb un augment considerable de les llicències d'exportació entre el 1816 i el 1919. Però ni el comerç ni la indústria van aprofitar els temps favorables per a transformar i modernitzar el teixit econòmic de la ciutat. Va ser important per l'economia local la fallida del Banc de Reus el 1930, i després la del Banc de Catalunya. provocada per la retirada de diners públics ordenada per Prieto, que va provocar la pèrdua de molts estalvis populars. L'altre banc local, la Banca Vilella, va ser absorbit per compra pel Banco de Vizcaya el 1969. Fins al Crac de 1929 es va incrementar la indústria sedera, que va evidenciar la seva crisi el 1935, amb el tancament de dues de les grans indústries locals, una d'elles La Fabril Cotonera. Amb tot, el 1956 un 50% de la població activa treballava al sector tèxtil, a la ciutat. Des de 1886 funciona a la ciutat la Cambra Oficial de Comerç i Indústria, reestructurada el 1902. El moviment obrer va tenir a Reus dos importants teòrics, Antoni Fabra Ribas i Josep Recasens i Mercadé, que va fundar el periòdic La Justícia Social. Sota l'impuls de Recasens es va fundar a Reus el 1899 l'Associació de Dependents de Comerç. El moviment obrer,va ser molt combatiu a Reus des d'inicis del segle xx. El 1902 es va fundar el Centre Instructiu Obrer, i van començar unes massives manifestacions commemorant l'! de Maig, recolzades per la ciutat durant uns anys. El 1900 es va crear el sindicat groc anomenat Patronat Obrer de Sant Josep, cosa que va propiciar la presència dels pistolers dels Sindicats Lliures. Pràcticament totes les eleccions fins a la guerra civil van ser guanyades pels candidats republicans, gairebé tots membres del Foment Nacionalista Republicà.
A finals del segle xix es va produir a Reus un esclat important en la literatura, amb l'aparició del Grup Modernista de Reus, encapçalat per Cosme Vidal, i del que formaven part Antoni Isern, Hortensi Güell, Joan Puig i Ferreter i Pere Cavallé, entre d'altres, enquadrats dins del modernisme. Sota les idees del noucentisme van sorgir, seguint moviments semblants barcelonins, revistes com La Columna de Foc, Llaç, i Reus 1973, que publicada el 1923 simulava estar escrita cinquanta anys després. Formaven part d'aquest corrent el poeta Josep Maria Prous i Vila, l'editor Salvador Torrell, el prehistoriador Salvador Vilaseca, l'assagista Joaquim Santasusagna, el traductor Bonaventura Vallespinosa i el geògraf Josep Iglésies.

## La república i Franco

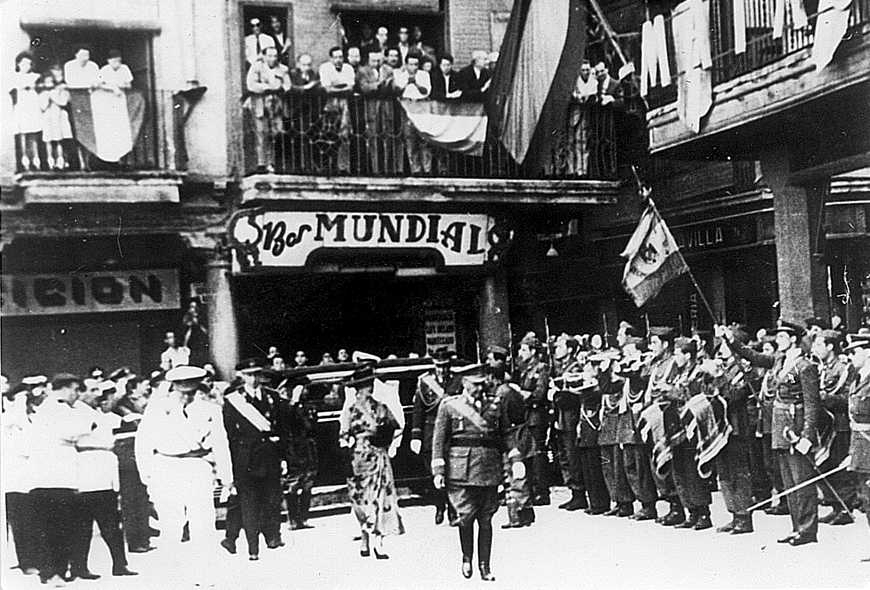
Franco arriba a Reus, a la Plaça Mercadal

Les eleccions municipals del 12 d'abril de 1931 van ser guanyades per l'Entesa Republicana, que agrupava les diverses opcions republicanes, nacionalistes i d'esquerres que hi havia a la ciutat. El 14 d'abril, l'alcalde Evarist Fàbregas va proclamar la República catalana, acompanyat d'una gran multitud ciutadana. Una bona mostra de l'esperit participatiu de l'època van ser les Converses sobre temes d'interès local, celebrades el 1931, on es feia una bona anàlisi de la realitat del moment, i que van servir per marcar una política oberta i progressista a diferents consistoris. Durant tota la resta del període republicà, l'esquerra, bàsicament agrupada a l'entorn del Foment Nacionalista Republicà, integrat a Esquerra Republicana de Catalunya, va ser hegemònica. Els consistoris, amb el suport fluctuant dels regidors de centre i la freqüent obstaculització de la dreta, van intentar dur a terme una important tasca de transformació de la ciutat, facilitant la formació cultural dels ciutadans i impulsant les obres d'infraestructura i serveis que es necessitaven. El control de l'ajuntament per la dreta durant el bienni negre i la revolta militar del 1936 van fer que algunes propostes, com la construcció d'un Mercat Central a la ciutat no es duguessin a terme fins a l'època franquista. Els fets d'octubre de 1934 hi van tenir un gran ressò, ja que el 30 de setembre s'havia fet a Reus una gran concentració de rabassaires, amb milers de manifestants. El dia 5 l'Aliança Obrera va convocar una vaga general que tingué un gran seguiment. El dia 6 l'ajuntament es va adherir a la proclamació de l'estat català, i es va voler assaltar la caserna reusenca. Els incidents van durar fins al dia 8, amb la ciutat presa per la guàrdia civil i forces d'infanteria vingudes de Tarragona.
La revolta militar del 18 de juliol de 1936 va provocar una reacció, de ressons vuitcentistes, contra els estaments eclesiàstics, i es va incendiar l'església de Sant Francesc i el col·legi dels "Padres" de la Sagrada Família, i després la resta d'edificis de caràcter religiós, que va comportar la pèrdua d'un valuós patrimoni artístic local. El 21 de juliol va començar de forma més lamentable encara l'assassinat de gent de dretes o d'església, davant de la impotència de les autoritats per mantenir l'ordre. L'alcalde Josep Borràs va dimitir a causa dels fets. Quan el 28 de juliol es va constituir el Comitè Antifeixista es va posar fi a aquesta situació descontrolada. El Comitè va impulsar obres públiques per superar la crisi econòmica, va regular les col·lectivitzacions i va garantir el subministrament equitatiu dels aliments, perseguint els especuladors.
L'Aero Club de Reus va començar a comprar des de 1935 els terrenys necessaris per a instal·lar-hi una pista però va suspendre tota activitat durant la Guerra Civil espanyola, i el 1937 va ser militaritzat i engrandit per la compra de terrenys per l'Exèrcit Republicà, que va convertir-lo en una de les tres bases militars de la zona i una de les bases més importants de l'exèrcit republicà on es construïen els Polikarpov 1-15 xatos, amb l'ajuda d'un grup d'enginyers russos. L'Aero Club va tornar a l'activitat aeronàutica a finals dels anys 40 i va comprar la primera avioneta. Tot seguit es va constituir la Escuela de formación de Pilotos.
Al llarg de la guerra civil, Reus va ser bombardejada 56 vegades, entre el 9 d'abril de 1937 i el 15 de gener de 1939, sense cap mena de pietat», diu Pere Anguera. Van morir pels bombardejos un mínim de 196 persones, i els vencedors de la guerra van calcular els danys materials en més de 17 milions de pessetes de l'època. Una bomba va caure a la boca d'un refugi civil a la Plaça dels Quarters, avui de la Llibertat, provocant dotzenes de víctimes civils. Els bombardeigs van forçar la construcció de 12 refugis antiaeris públics i nombrosos de particulars. L'excusa per al bombardeig de la ciutat era l'existència d'una fàbrica d'avions als locals del que era l'Escola del Treball. Primer s'hi realitzava reparació i muntatge i després feien tota classe d'operacions, excepte la fabricació de motors. S'hi muntaven els Polikàrpov I-15, coneguts popularment com a Xatos. A part de les lleves reglamentàries, van sortir de la ciutat diversos grups de voluntaris per enquadrar-se a les milícies dels seus respectius partits polítics. Els rebels van ocupar la ciutat el 15 de gener de 1939, i els caps militars franquistes van ser rebuts a l'ajuntament per Pau Font de Rubinat, sembla que amb la voluntat d'evitar un saqueig, tal com es podia fer si la ciutat estava sense governants. L'ocupació va obligar a exiliar-se a un considerable nombre de reusencs, mentre d'altres es van veure perseguits i un mínim de 30 van ser condemnats a mort i executats.
El primer alcalde del nou règim va ser Enric Aguadé Parés, que es presentà a l'ajuntament amb Pau Font de Rubinat i altres persones, però va ser substituït quasi immediatament per José Ramón de Amézaga Botet, que tenia el nomenament fet directament des de Burgos. A la ciutat s'hi va situar un camp de concentració a l'antiga caserna militar i va romandre controlada pel règim franquista. El debat polític va ser substituït per l'ordre imperativa. Els nous ajuntaments no tenien llibertat de gestió i actuaven sota el rígid control dels governadors civils. La possibilitat de crítica va ser proscrita, i la repressió va ser total, contra les persones i contra la societat. No es van respectar les entitats culturals reusenques, totes tancades i confiscades. La primera postguerra va ser difícil. Els salaris eren baixíssims, el cost de la vida pujava i hi havia escassetat d'aliments. No hi havia matèries primeres, cosa que desestabilitzà la indústria, i constants restriccions elèctriques. El mercat negre, aparegut durant la guerra, va prendre nova embranzida. L'estraperlo (mercat negre) va servir per aconseguir ràpidament grans fortunes a l'inici del postguerra. A Reus va afectar sobretot al comerç de l'oli i dels fruits secs. La desaparició de la premsa escrita reusenca va ser total. Es va mantenir l'emissora local, Ràdio Reus (EAJ-11), creada el 1932, ara sense independència, i aviat engolida per la SER. A la dècada dels anys cinquanta va sortir el Semanario Reus, d'informació general, i Urbs, òrgan de la Cambra de la Propietat Urbana, que feia més aviat reportatges literaris. El 1952 es va aconseguir crear una editorial, l'Associació d'Estudis Reusencs, dedicada a estudiar i donar a conèixer la realitat local i comarcal. Fins a la dècada dels 60 no va reestructurar-se el moviment polític, clandestí en aquells moments, ja que des del 1939 van ser reprimits durament tots els partits i sindicats existents durant la República. Els primers grups que es van formar van ser el Moviment Socialista de Catalunya i el PSUC. El 1969 es va organitzar el sindicat de classe Comissions Obreres, a partir de membres joves del PSUC i de grups catòlics progressistes. El 1979 Comissions tenia 4.000 afiliats a la ciutat. L'Assemblea de Catalunya es va organitzar a Reus el 1972, i va prendre nova embranzida el 1975. El penúltim batlle franquista va ser Josep Francesc Llevat, designat el 1973 i diputat provincial, que va dimitir el 1977 per presentar-se a les eleccions generals per anar a les llistes de la Unió del Centre i la Democràcia Cristiana de Catalunya, on no va resultar elegit. L'últim alcalde franquista va ser Miquel Colàs Piquer, un industrial independent proper al règim però obert als nous corrents.

## Anys recents
El primer alcalde democràtic va ser el socialista Carles Martí Massagué, advocat de Reus, que havia estat membre de la delegació local de l'Assemblea de Catalunya. El va seguir el 1983 Anton Borrell Marcó, també socialista, que va morir tràgicament en accident de cotxe a la Carretera de Cambrils; el seu successor, Juan Maria Roig va ser apartat de l'alcaldia l'endemà de la seva presa de possessió per discrepàncies dins del PSC, i va ser nomenat Josep Abelló Padró, de la família dels Abelló propietaris d'una important casa de fusta encara existent sota un altre nom. Abelló es va retirar de la política el 1999 i va ser elegit Lluís Miquel Pérez Segura, antic empleat de banca, que va conservar l'alcaldia per als socialistes fins al 2011. Les eleccions del 2011 van portar a l'alcaldia a Carles Pellicer, de Convergència Democràtica. El socialistes sempre varen governar amb suport del PSUC i després d'Iniciativa fins i tot quan tenien majoria absoluta, i amb el recolzament d'Esquerra Republicana; al perdre aquesta majoria absoluta, ERC va esdevenir la clau, i el regidor Ernest Benach Pascual, després president del Parlament de Catalunya, va donar suport al socialistes formant un govern de coalició de tres partits (PSC-ERC-ICV). Carles Pellicer, de CDC, en el seu primer mandat va governar en coalició amb el PP i va tenir un segon mandat. A les eleccions de 2023, el PSC va tornar a l'alcaldia, i actualment (2024) Sandra Guaita Esteruelas és alcaldessa.

## L'aportació de Reus a la cultura catalana
Els primers impressors reusencs apareixen cap al 1760, amb Rafael Compte i el francès Pierre Porxe. A partir d'aquest moment, a Reus van sortir publicats llibres de tota mena i d'interès divers. Abans, el jesuïta Pere Gil (1551-1622) havia publicat en català un Memorial de manaments y advertencias el 1598 i el Modo de aiudar a ben morir, als qui per malaltia, ò per iusticia moren el 1605. Saldoni Vilà, al segle xviii, va iniciar l'aportació reusenca a un millor coneixement del país, amb una sèrie de manuscrits sobre història de la ciutat publicats a la dècada dels cinquanta del segle xx. Al llarg del XIX van destacar Pròsper de Bofarull, ordenador de l'Arxiu Reial de Barcelona, i els seus nebots Andreu (1811-1882) i Antoni de Bofarull (1821-1892), el primer autor de monografies locals i el segon autor d'una gramàtica que subsistí fins a la de Fabra, i va ser impulsor dels Jocs Florals, autor d'una monumental història de Catalunya, de la primera antologia poètica de la Renaixença i de la primera novel·la històrica en català. Citem també els historiadors Antoni Aulèstia (1849-1908) i Guillem Maria de Brocà (1850-1918), especialitzat en història del Dret, Salvador Bové (1869-1915) lul·lista, Cels Gomis (1841-1915), un dels pioners en estudis folklòrics. De la seva època són el periodista Josep Güell i Mercader (1839-1905), els poetes Francesc (1846-1917) i Joaquim Maria Bartrina (1850-1880), i el poeta i dramaturg Josep Martí Folguera (1850-1929). Josep Ferré, a. Queri (1835-1906) practicava la literatura popular de canya i cordill. Entre els segles XIX i XX, trobem Francesc Gras i Elies (1850-1912), autor prolífic i polifacètic i Eduard Toda (1855-1941), restaurador de Poblet i Escornalbou. En la postguerra destaca l'agitador cultural Joaquim Santasusagna, el geògraf Josep Iglésies, el poeta Gabriel Ferrater (1922-1972), el seu germà Joan Ferraté, i els poetes Antoni Correig, Josep Maria Arnavat i Xavier Amorós, i el toponimista Ramon Amigó.